# Fórmulas de Newton-Cotes
En análisis numérico las fórmulas de Newton-Cotes (nombradas así por Isaac Newton y Roger Cotes) son un grupo de fórmulas de integración numérica de tipo interpolatorio, en las cuales se evalúa la función en puntos equidistantes, para así hallar un valor aproximado de la integral. 
Este método es eficiente si se conocen los valores de la función en puntos igualmente separados. Si se pueden cambiar los puntos en los cuales la función es evaluada otros métodos como la cuadratura de Gauss son probablemente más eficientes.

## Introducción
Para la integración numérica de {\displaystyle \int _{a}^{b}f(x)dx} utilizando las fórmulas de Newton-Cotes se subdivide el intervalo {\displaystyle [a,b]} en {\displaystyle n} intervalos iguales. Así se obtienen {\displaystyle n+1} puntos donde se evaluará la función:
{\displaystyle a\leq x_{0}<x_{1}<\ldots <x_{n}\leq b.}
Si {\displaystyle a=x_{0}} y {\displaystyle b=x_{n}} se denominan fórmulas cerradas de Newton-Cotes ya que los intervalos de los extremos están incluidos en la integral, si por el contrario no se tienen en cuenta se denominan fórmulas abiertas de Newton-Cotes. Para el cálculo se utilizará la siguiente función:
{\displaystyle p(x)=\sum _{k=0}^{n}f(x_{k})L_{n,k}(x)}
donde:
{\displaystyle L_{n,k}(x)=\prod _{i=0,\,i\neq k}^{n}{\frac {x-x_{i}}{x_{k}-x_{i}}}={\frac {(x-x_{0})\cdots (x-x_{k-1})(x-x_{k+1})\cdots (x-x_{n})}{(x_{k}-x_{0})\cdots (x_{k}-x_{k-1})(x_{k}-x_{k+1})\cdots (x_{k}-x_{n})}}}
es el polinomio de Lagrange, por lo tanto se deduce que
{\displaystyle \int _{a}^{b}p(x)dx=(b-a)\sum _{i=0}^{n}f(x_{k}){\frac {1}{(b-a)}}\int _{a}^{b}L_{n,k}(x)dx.}
Esta función se expresa de la siguiente forma
{\displaystyle \int _{a}^{b}f(x)dx\approx \int _{a}^{b}p(x)dx=(b-a)\sum _{k=0}^{n}w_{k}f(x_{k})}
Donde los "pesos" wk están definidos por
{\displaystyle w_{k}={\frac {1}{(b-a)}}\int _{a}^{b}L_{n,k}(x)dx}

## Fórmulas cerradas de Newton-Cotes
Estas son algunas de las fórmulas cerradas de Newton-Cotes. 
La notación {\displaystyle \displaystyle f_{i}} es una abreviatura de {\displaystyle \displaystyle f(x_{i})}, con   {\displaystyle \displaystyle x_{i}=a+ih},   {\displaystyle \displaystyle h={\frac {b-a}{n}}}   y   {\displaystyle \displaystyle n} el grado.

### Regla del trapecio
La regla del trapecio consiste en hallar la integral aproximada de una función a través de un polinomio de primer grado, es decir uniendo mediante una recta los puntos en donde se evaluara la función.
{\displaystyle \int _{a}^{b}f(x)dx\approx {\frac {h}{2}}(f_{0}+f_{1})}
Y el error es:
{\displaystyle -{\frac {h^{3}}{12}}\,f^{(2)}(\xi )}
Siendo {\displaystyle \xi } un número entre a y b.

### Regla de Simpson
La regla de Simpson (nombrada así por Thomas Simpson) halla la integral aproximada de una función mediante un polinomio de segundo o tercer grado. 

#### Regla de Simpson 1/3
La regla de Simpson  1/3 utiliza tres puntos consecutivos en donde se evalúa la función a través de un polinomio de segundo grado.
{\displaystyle \int _{a}^{b}f(x)\,dx\approx {\frac {h}{3}}(f_{0}+4f_{1}+f_{2})}
Y el error es:
{\displaystyle -{\frac {h^{5}}{90}}f^{(4)}(\xi ),}
siendo {\displaystyle \xi } un número entre a y b.

#### Regla de Simpson 3/8
La regla de Simpson 3/8 utiliza cuatro puntos consecutivos en donde se evalúa la función a través de un polinomio de tercer grado.
{\displaystyle \int _{a}^{b}f(x)\,dx\approx {\frac {3h}{8}}(f_{0}+3f_{1}+3f_{2}+f_{3})}.
Y el error es:
{\displaystyle -{\frac {3h^{5}}{80}}f^{(4)}(\xi ),}
Siendo {\displaystyle \xi } un número entre a y b.

### Regla de Boole
La regla de Boole (llamada así debido a George Boole) utiliza cinco puntos consecutivos igualmente separados para calcular la integral aproximada de la función utilizando un polinomio de cuarto grado.
{\displaystyle \int _{a}^{b}f(x)dx\approx {\frac {2h}{45}}(7f_{0}+32f_{1}+12f_{2}+32f_{3}+7f_{4})}
Y el error es:
{\displaystyle -{\frac {8h^{7}}{945}}\,f^{(6)}(\xi )}
Siendo {\displaystyle \xi } un número entre a y b.

### Regla de quinto orden
La regla de quinto orden utiliza seis puntos consecutivos igualmente separados para calcular la integral aproximada de la función utilizando un polinomio de quinto grado.
{\displaystyle \int _{a}^{b}f(x)dx\approx {\frac {5h}{288}}(19f_{0}+75f_{1}+50f_{2}+50f_{3}+75f_{4}+19f_{5})}

### Regla de Sexto orden
La regla de sexto orden utiliza siete puntos consecutivos igualmente separados para calcular la integral aproximada de la función utilizando un polinomio de sexto grado.
{\displaystyle \int _{a}^{b}f(x)dx\approx {\frac {h}{140}}(41f_{0}+216f_{1}+27f_{2}+272f_{3}+27f_{4}+216f_{5}+41f_{6})}

### Error para el n-ésimo orden
Si {\displaystyle f\in {\mathcal {C}}^{n+1}[a,b]} para una partición {\displaystyle a=x_{0}<...<x_{n}=b}, donde {\displaystyle h={\frac {x_{n}-x_{0}}{n}}} y {\displaystyle x_{k}=x_{0}+kh} para todo {\displaystyle k\in \{0,...,n\}} y {\displaystyle n\in \mathbb {N} } impar se cumple que:
{\displaystyle \int _{a}^{b}f(x)dx=\sum _{k=0}^{n}w_{k}f(x_{k})+{\frac {f^{n+1}(\xi )}{(n+1)!}}\int _{x_{0}}^{x_{n}}\pi _{n+1}(x)dx}
para algún {\displaystyle \xi \in (x_{0},x_{n})}, donde {\displaystyle \pi _{n+1}(x)=\prod _{k=0}^{n}(x-x_{k})} y {\displaystyle w_{k}=\int _{x_{0}}^{x_{n}}L_{n,k}(x)dx}.
Para realizar la integral {\displaystyle \int _{x_{0}}^{x_{n}}\pi _{n+1}(x)dx=\int _{x_{0}}^{x_{n}}(x-x_{0})(x-x_{1})...(x-x_{n})dx} utilizando el hecho de que {\displaystyle x_{k}=x_{0}+kh} para todo {\displaystyle i\in \{0,...,n\}}, debe llegarse a la integral de la forma:
{\displaystyle \int _{x_{0}}^{x_{n}}n\left({\frac {x-x_{0}}{n}}\right)\left(n\left({\frac {x-x_{0}}{n}}\right)-h\right)\left(n\left({\frac {x-x_{0}}{n}}\right)-2h\right)...\left(n\left({\frac {x-x_{0}}{n}}\right)-nh\right)dx}
Luego, sustitúyase {\displaystyle u={\frac {x-x_{0}}{n}}} para obtener 
{\displaystyle \int _{0}^{h}n(nu)(nu-h)(nu-2h)...(nu-nh)du},
después debe efectuarse la sustitución {\displaystyle y=nu} la cual trasforma la integral en 
{\displaystyle \int _{0}^{nh}y(y-h)(y-2h)...(y-nh)dy}.
De lo anterior, sustitúyase {\displaystyle t={\frac {y}{h}}} para obtener
{\displaystyle h^{n+2}\int _{0}^{n}t(t-1)(t-2)...(t-n)dt=h^{n+2}\int _{0}^{n}(t)_{n}(t-n)dt},
donde {\displaystyle (t)_{n}} es el factorial descendente . Obsérvese que si {\displaystyle n=2} se tiene que {\displaystyle t(t-t_{1})(t-t_{2})=t^{3}-(t_{1}+t_{2})t^{2}+t_{1}t_{2}}, si {\displaystyle n=3}, {\displaystyle t(t-t_{1})(t-t_{2})(t-t_{3})=t^{4}-(t_{1}+t_{2}+t_{3})t^{3}+(t_{1}t_{2}+t_{1}t_{3}+t_{2}t_{2})t^{2}-t_{1}t_{2}t_{3}}, los coeficientes de los términos del polinomio pueden escribirse como:
{\displaystyle \sum _{X\in {\tbinom {[3]}{1}}}\prod _{i\in X}t_{i}=\prod _{i\in \{1\}}t_{i}+\prod _{i\in \{2\}}t_{i}+\prod _{i\in \{3\}}t_{i}=t_{1}+t_{2}+t_{3}}
{\displaystyle \sum _{X\in {\tbinom {[3]}{2}}}\prod _{i\in X}t_{i}=\prod _{i\in \{1,2\}}t_{i}+\prod _{i\in \{1,3\}}t_{i}+\prod _{i\in \{2,3\}}t_{i}=t_{1}t_{2}+t_{1}t_{3}+t_{2}t_{2}}
{\displaystyle \sum _{X\in {\tbinom {[3]}{2}}}\prod _{i\in X}t_{i}=\prod _{i\in \{1,2,3\}}t_{i}=t_{1}t_{2}t_{3}}
donde se define {\displaystyle {\tbinom {X}{k}}=\{Y\subseteq X:|X|=k\}} y  {\displaystyle [n]=\{1,2,...,n\}} para algún {\displaystyle n\in \mathbb {N} }. Por lo tanto, para cualquier {\displaystyle l\in [n]} se cumple que  
{\displaystyle \prod _{l\in [n]}t(t-t_{l})=\left(\sum _{l=0}^{n}(-1)^{l}\sum _{X\in {\tbinom {[n]}{l}}}\prod _{i\in X}t_{i}\right)t^{n-l+1}}
Si tomamos {\displaystyle t_{i}=i}, se reescribe la integral como
{\displaystyle h^{n+2}\int _{0}^{n}(t)_{n}(t-n)dt=h^{n+2}\int _{0}^{n}\prod _{k=0}^{n}(t-k)=h^{n+2}\left(\sum _{k=0}^{n}(-1)^{k}\sum _{X\in {\tbinom {[n]}{k}}}\prod _{i\in X}i\right)\int _{0}^{n}t^{n-k+1}dt},
de esto se obtiene
{\displaystyle h^{n+2}\left(\sum _{k=0}^{n}(-1)^{k}\sum _{X\in {\tbinom {[n]}{k}}}\prod _{i\in X}i\right){\frac {n^{n-k+2}}{n-k+2}}=h^{n+2}\left(\sum _{k=0}^{n}(-1)^{k}\left[{n+1 \atop n-k+1}\right]\right){\frac {n^{n-k+2}}{n-k+2}}}
donde {\displaystyle \left[{n \atop k}\right]} es el número de Stirling de primera especie. Tengamos en consideración que el número de Stirling de primera especie con signo se escribe como {\displaystyle s(n,k)=(-1)^{n-k}\left[{n \atop k}\right]}, de manera que si {\displaystyle (-1)^{(n+1)-(n-k+1)}=(-1)^{k}} se obtiene que
{\displaystyle h^{n+2}\left(\sum _{k=0}^{n}(-1)^{k}\left[{n+1 \atop n-k+1}\right]\right){\frac {n^{n-k+2}}{n-k+2}}=h^{n+2}\sum _{k=0}^{n}s(n+1,n-k+1){\frac {n^{n-k+2}}{n-k+2}}}
así, para {\displaystyle n\in \mathbb {N} } impar la fórmula de Newton-Cotes queda
{\displaystyle \int _{a}^{b}f(x)dx=\sum _{k=0}^{n}w_{k}f(x_{k})+\left(\sum _{k=0}^{n}s(n+1,n-k+1){\frac {n^{n-k+2}}{n-k+2}}\right){\frac {h^{n+2}f^{n+1}(\xi )}{(n+1)!}}}
Si {\displaystyle f\in {\mathcal {C}}^{n+2}[a,b]} para una partición {\displaystyle a=x_{0}<...<x_{n}=b}, donde {\displaystyle h={\frac {x_{n}-x_{0}}{n}}} y {\displaystyle x_{k}=x_{0}+kh} para todo {\displaystyle k\in \{0,...,n\}} y {\displaystyle n\in \mathbb {N} } par se cumple que:
{\displaystyle \int _{a}^{b}f(x)dx=\sum _{k=0}^{n}w_{k}f(x_{k})+{\frac {f^{n+2}(\xi )}{(n+2)!}}\int _{x_{0}}^{x_{n}}x\pi _{n+1}(x)dx}
para algún {\displaystyle \xi \in (x_{0},x_{n})}, procediendo con un razonamiento análogo al caso donde {\displaystyle n\in \mathbb {N} } es impar, la anterior expresión queda de la forma
{\displaystyle \int _{a}^{b}f(x)dx=\sum _{k=0}^{n}w_{k}f(x_{k})+\left(\sum _{k=0}^{n}s(n+1,n-k+1){\frac {n^{n-k+3}}{n-k+3}}\right){\frac {h^{n+3}f^{n+2}(\xi )}{(n+2)!}}}.

## Fórmulas abiertas de Newton-Cotes
Estas son algunas de las fórmulas abiertas de Newton-Cotes.

### Regla del punto medio -Integración de Riemann
En este método se divide la función en rectángulos, los cuales deben tener una altura igual al valor de la función en el punto medio. Así se calcularía la integral aproximada mediante un polinomio de grado cero.
{\displaystyle \int _{a}^{b}f(x)dx\sim (b-a)f\left({\frac {a+b}{2}}\right)}
Y el error es:
{\displaystyle {\frac {(b-a)^{3}}{24}}\,f^{(2)}(\xi )}
Siendo {\displaystyle \xi } un número entre a y b.

## Reglas compuestas
Las fórmulas de Newton-Cotes aumentan su precisión si se aumenta el número de intervalos en que se divida la función, dicho de otra forma mientras los intervalos sean cada vez más pequeños. Como el intervalo {\displaystyle [a,b]} generalmente es grande hay métodos que subdividen este intervalo en subintervalos más pequeños y a estos se les aplica las Fórmulas de Newton-Cotes, a la suma de estos subintervalos se le conoce como reglas compuestas. Cabe anotar que la precisión aumenta pero a costa de disminuir la eficiencia del método en cuanto al tiempo de duración y a posibles errores de redondeo.

### Regla del trapecio compuesta
Este es un ejemplo de regla compuesta.
{\displaystyle \int _{a}^{b}f(x)dx\sim {\frac {b-a}{n}}\left({\frac {f(a)+f(b)}{2}}+\sum _{i=1}^{n-1}f(x_{i})\right)}
Donde   {\displaystyle \displaystyle x_{i}=a+i\times h}   son los subintervalos,
tal que   {\displaystyle \ x_{0}<x_{1}<\ldots <x_{n-1}<x_{n}}   y   {\displaystyle \ a=x_{0},\;x_{n}=b}
siendo:   {\displaystyle \ h={\frac {b-a}{n}}}   la distancia entre los subintervalos.